# Цюйцзялін

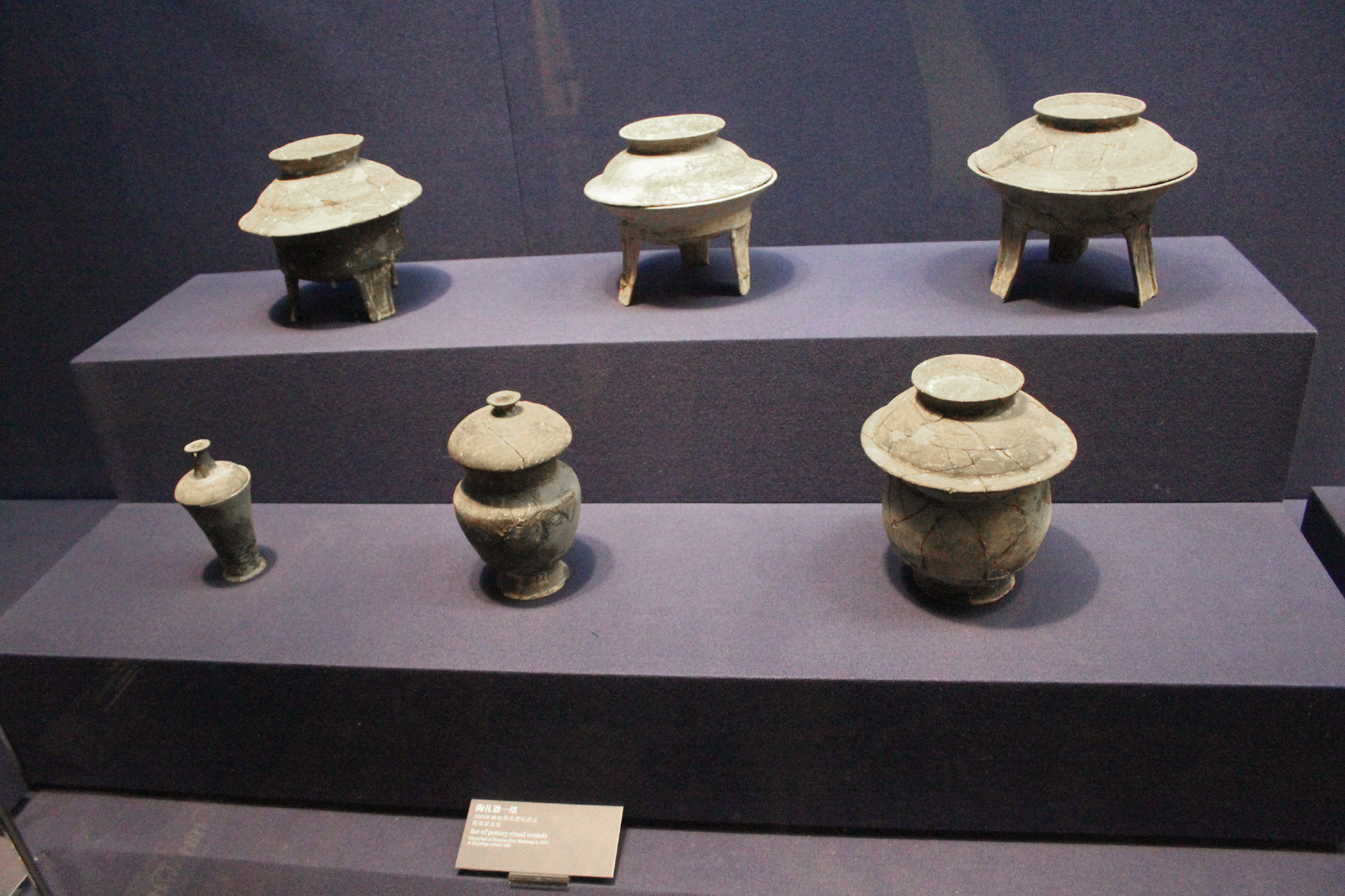
Кераміка культури Цюйцзялін

Цюйцзялін (кит. трад. 屈傢嶺, спр. 屈家岭, піньїнь: Qūjiālíng; 3400—2600 до н. е.) — китайська неолітична культура, яка змінила культуру Дасі в регіоні Хубей і Хунань (середня течія Янцзи). Одна з трьох (поряд з Мацзяяо і Яншао) існували практично паралельно і відіграли найбільшу роль у процесі формування китайського етносу ранньонеолітичних культур басейну річки Хуанхе та прилеглих територій.
Розкопки культури проводились у 1955—1957.
Ареал культури Цюйцзялін охоплював басейн річки Ханьшуй. Ця культура характеризувалася осілим землеробством, основою сільського господарства було рисівництво. З ремесел були добре розвинені ткацтво та гончарне ремесло — цюйцзялинці пряли на веретенах з круглими глиняними пряслицями, прикрашеними кольоровим орнаментом, і виготовляли вручну різний глиняний посуд, іноді покриваючи його кольоровим орнаментом. Для цієї культури характерні кам'яні поліровані сокири та жниварні ножі. Житла - наземні, багатокамерні, стовпової конструкції.
У середині 3 тис. до н. е. культурі Цюйцзялін на зміну прийшла пізньонеолітична культура Луншань (龍山, 龙山) і Шицзяхе. У цей час носії культури вторгаються на територію Хенань. Згідно з прийнятими в КНР теоріями, культура Луншань прийшла на зміну попереднім культурам вже в V тис. до н. е.